# Vavuniya
Vavuniya (Singalees: Vavuniyāva; Tamil: Vavuṉiyā) is een plaats in Sri Lanka en is de hoofdplaats van het district Vavuniya.
Vavuniya telde in 2001 bij de volkstelling 53.237 inwoners.

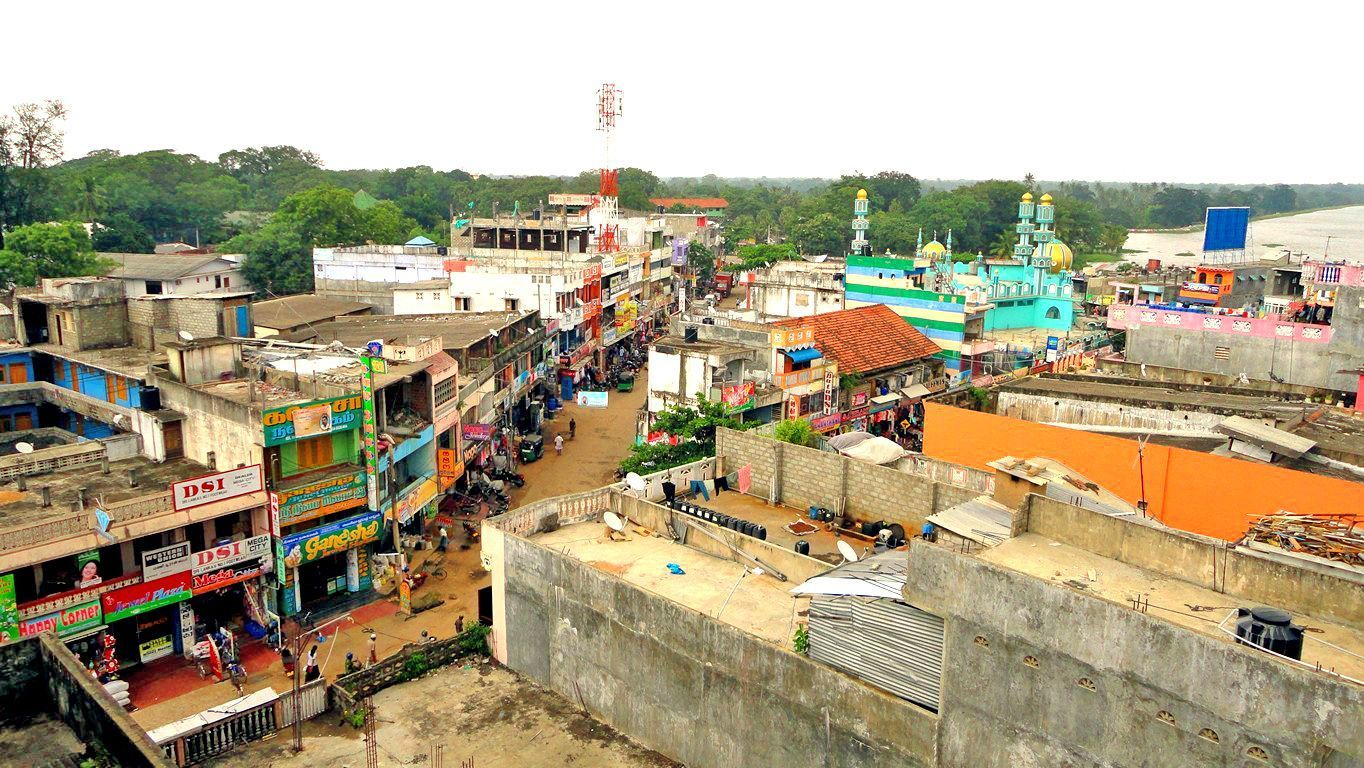
Vavuniya